# 北京市通州区审计局
39°52′17″N 116°40′53″E / 39.87127°N 116.68145°E
北京市通州区审计局是北京市通州区人民政府的一个部门。

## 领导
2021年2月，本机构的领导为：
- 周东振：党组书记、局长、二级巡视员。工作分工：负责审计局全面工作
- 黄海青：党组成员、副局长、三级调研员。工作分工：在局长的领导下负责综合和政府投资审计业务工作。分管综合科、投资审计科
- 梁萍：党组成员、副局长、三级调研员。工作分工：在局长的领导下负责全局党务、党风廉政建设、民生保障审计、内部审计工作。分管民生保障审计科、内审指导科，代管人事教育科
- 唐荣光：党组成员、副局长、三级调研员。工作分工：在局长的领导下负责财政、经济责任审计工作。分管财政审计科、经济责任审计科
- 唐传军：三级调研员。工作分工：在局长的领导下，负责专项审计、行政后勤管理工作。分管专项审计工作中心，代管办公室
- 姜东升：四级调研员。工作分工：协助分管领导完成人事教育科相关工作

## 机构设置
2021年2月，本机构下设：
- 综合科
- 财政审计科
- 民生保障审计科
- 投资审计科
- 内审指导科
- 经济责任审计科
- 专项审计工作中心
- 办公室
- 人事教育科